# Sin noticias de Dios
Sin noticias de Dios is een  Mexicaans-Spaanse film uit 2001, geregisseerd door Agustín Díaz Yanes.

## Verhaal
Lola (Victoria Abril) werkt in de hemel, en krijgt van haar baas de taak om naar aarde af te dalen om de ziel te redden van de Spaanse bokser Manny (Demián Bichir). Ze verschijnt als Manny's voormalige vriendin en probeert Manny zover te krijgen het weer goed te maken met zijn moeder. Ondertussen wordt ook Carmen (Penélope Cruz), die in de hel werkt, naar de aarde gestuurd. Zij heeft echter als taak Manny zover te krijgen dat hij de ring weer instapt.

## Rolverdeling
| Acteur                | Personage         |
| --------------------- | ----------------- |
| Victoria Abril        | Lola Nevado       |
| Penélope Cruz         | Carmen Ramos      |
| Demian Bichir         | Manny             |
| Gemma Jones           | Nancy             |
| Fanny Ardant          | Marina D'Angelo   |
| Juan Echanove         | Supermarktmanager |
| Gael García Bernal    | Davenport         |
| Emilio Gutiérrez Caba | Politiechef       |
| Cristina Marcos       | Politieagent      |
| Luis Tosar            | Politieagent      |
| Elena Anaya           | Pili              |
| Peter McDonald        | Henry             |

## Ontvangst

### Recensies
Op Rotten Tomatoes geeft 38% van de 29 recensenten de film een positieve recensie, met een gemiddelde score van 5,11/10. Metacritic komt tot een score van 31/100, gebaseerd op 12 recensies.

### Prijzen en nominaties
De film werd genomineerd voor 11 Premios Goya.
| Jaar | Prijs                          | Categorie                | Genomineerde                                                                          | Resultaat   |
| ---- | ------------------------------ | ------------------------ | ------------------------------------------------------------------------------------- | ----------- |
| 2002 | Premios Goya (16de uitreiking) | Beste film               | Sin noticias de Dios                                                                  | Genomineerd |
| 2002 | Premios Goya (16de uitreiking) | Beste regisseur          | Agustín Díaz Yanes                                                                    | Genomineerd |
| 2002 | Premios Goya (16de uitreiking) | Beste actrice            | Victoria Abril                                                                        | Genomineerd |
| 2002 | Premios Goya (16de uitreiking) | Beste mannelijke bijrol  | Gael García Bernal                                                                    | Genomineerd |
| 2002 | Premios Goya (16de uitreiking) | Beste origineel scenario | Agustín Díaz Yanes                                                                    | Genomineerd |
| 2002 | Premios Goya (16de uitreiking) | Beste montage            | José Salcedo                                                                          | Genomineerd |
| 2002 | Premios Goya (16de uitreiking) | Beste enscenering        | Javier Fernández                                                                      | Genomineerd |
| 2002 | Premios Goya (16de uitreiking) | Beste productieontwerp   | Angélica Huete                                                                        | Genomineerd |
| 2002 | Premios Goya (16de uitreiking) | Beste geluid             | José Antonio Bermúdez, Diego Garrido, Pelayo Gutiérrez, Antonio Rodríguez, Nacho Royo | Genomineerd |
| 2002 | Premios Goya (16de uitreiking) | Beste grime en haarstijl | Manuel García, Ana Lozano, Antonio Panizza                                            | Genomineerd |
| 2002 | Premios Goya (16de uitreiking) | Beste filmmuziek         | Bernardo Bonezzi                                                                      | Genomineerd |